# Ulderico Bernardi
Ulderico Bernardi (Oderzo, 15 gennaio 1937 – Treviso, 7 aprile 2021) è stato un sociologo italiano.

## Biografia
Nativo di Oderzo, ma residente per anni a Treviso, fu professore ordinario presso la Facoltà di Economia e Commercio dell'Università Ca Foscari di Venezia, e tenne corsi in molte altre università italiane centrando i suoi studi sulla persistenza culturale nel mutamento sociale. Produsse studi e ricerche sul campo indagando su comunità agricole industrializzate, minoranze etniche e colonie di emigrati italiani nelle Americhe ed in Australia.
Moltissime le sue collaborazioni giornalistiche con testate nazionali, stabilmente con Gazzettino e Avvenire. Fu anche direttore della Collana sulle culture popolari venete nella Fondazione Giorgio Cini di Venezia e  membro del centro studi nazionale dell'Accademia Italiana della Cucina.
È morto il 7 aprile del 2021.

## Pubblicazioni

### Libri
- Una cultura in estinzione - Ricerche sulla identità contadina, Marsilio Editori, Venezia, 1975.
- Le mille culture - Comunità locali e partecipazione politica, Coines, Roma, 1976.
- I labirinti della sociologia, Laterza, Bari-Roma, 1977 BCM, 1979 UL (con Gaspare Barbiellini Amidei).
- Comunità come bisogno - Identità e sviluppo dell'uomo nelle culture locali, Jaca Book, Milano, 1981.
- Famiglia e sviluppo sociale nelle opere di Frederic Le Play, Jaca Book, Milano, 1981.
- Abecedario dei villani - Un universo contadino veneto, Treviso, Altri segni, 1981; ried. Centro Biblioteche Lovat, Treviso, 1991.
- Oro, incenso, mirra Ecra, Roma, 1982.
- Mestieri di una volta, Ecra, Roma, 1983.
- Il sistema aperto, Minerva Italica, Bergamo, 1983, (con Gaspare Barbiellini Amidei).
- La memoria e il presente, Minerva Italica, Bergamo, 1985 (con Gaspare Barbiellini Amidei).
- Le radici dei giorni, Ediz. del Riccio, Firenze, 1985, 2ª ed. ampliata 1987.
- Paese veneto - Dalla cultura contadina al capitalismo popolare, Edizioni del Riccio, Firenze, 1986, 2ª ed. ampliata 1990.
- La cucina delle generazioni - Convivialità, ritualità, simbologia nel mangiare, Centro Internazionale della Grafica, Venezia, 1987.
- Culture locali - Senso soggettivo e senso macrosistemico, Ediz. Franco Angeli, Milano, 1989.
- Reverenti memorie sul signor pan e la illustrissima signora polenta, Centro Internazionale della Grafica, Venezia, 1989.
- L'insalatiera etnica - Società multiculturale e relazioni interetniche, Neri Pozza editore, Vicenza, 1992.
- A catar fortuna - Storie venete d'Australia e del Brasile, Regione Veneto Fondazione Giorgio Cini, Neri Pozza editore, Vicenza 1994.
- Creaturam Vini, i riti del vino, Camunia editrice, Milano, 1995.
- La Babele possibile - Per costruire insieme la società multietnica, Ediz. Franco Angeli, Milano, 1996. ISBN 9788820497286
- Del viaggiare - Turismi, culture, cucine, musei open air, Ediz. Franco Angeli, Milano, 1997.
- Un'infanzia nel '45, nel Veneto della guerra civile, Marsilio Editori, Venezia, 1999.